# Ист Оринџ (Њу Џерзи)
Ист Оринџ (енгл. East Orange) град је у америчкој савезној држави Њу Џерзи. По попису становништва из 2010. у њему је живело 64.270 становника.

## Демографија
Према попису становништва из 2010. у граду је живело 64.270 становника, што је 5.554 (8,0%) становника мање него 2000. године.
| Група             | 2000.          | 2010.          |
| Белци             | 1.874 (2,7%)   | 1.422 (2,2%)   |
| Афроамериканци    | 62.462 (89,5%) | 56.887 (88,5%) |
| Азијати           | 302 (0,4%)     | 465 (0,7%)     |
| Хиспаноамериканци | 3.284 (4,7%)   | 5.095 (7,9%)   |
| Укупно            | 69.824         | 64.270         |